# Carea tarika
Carea tarika är en fjärilsart som beskrevs av Swinhoe 1901. Carea tarika ingår i släktet Carea och familjen trågspinnare. Inga underarter finns listade i Catalogue of Life.